# Seabra (gemeente)
Seabra is een gemeente in de Braziliaanse deelstaat Bahia. De gemeente telt 42.175 inwoners (schatting 2009).

## Aangrenzende gemeenten
De gemeente grenst aan Barra do Mendes, Boninal, Brotas de Macaúbas, Ibitiara, Iraquara, Mucugê, Novo Horizonte, Palmeiras en Souto Soares.

## Geboren
- Ryder Matos (1993), voetballer